# Četyrëchstolbovoj
L'isola Četyrëchstolbovoj o isola delle quattro colonne (in russo: Четырёхстолбовой остров, Četyrëchstolbovoj ostrov) è una delle isole Medvež’i, un gruppo di 6 isole nel mare della Siberia orientale, Russia. Amministrativamente appartiene al Nižnekolymskij ulus della Repubblica autonoma di Sacha-Jacuzia.

## Geografia, flora e fauna
L'isola è la più orientale del gruppo delle Medvež'i, si trova 116 km a nord della foce del fiume Kolyma e 21 km a sud-ovest dell'isola Leont’eva; è la terza isola del gruppo, in ordine di grandezza. Četyrëchstolbovoj ha una forma allungata con 9,5 km di lunghezza e 2,5 km di larghezza, l'altezza massima è di 94 m. La costa settentrionale è ripida, mentre quella meridionale, dove c'è una baia, è più bassa.
L'isola deve il suo nome a dei pilastri naturali di oltre 15 metri che vengono chiamati Kigiljach (Кигиляхи). Le colonne si sono formate con l'erosione delle rocce, per lo più granito, per l'influenza delle temperature estreme e degli agenti atmosferici. Questo processo si evolve in modo veloce: nel 1935, il geologo sovietico Sergej Obručev rilevò sull'isola solo tre pilastri e non c'erano tracce del quarto; a metà degli anni 1980, una spedizione geologica annotò in un rapporto che c'erano solo due colonne e un piccolo resto, le tracce del terzo. Secondo uno studio del 1995, infine, sull'isola vi era un solo  Kigiljach tutto intero e il secondo, a giudicare da ampie fessure, fra qualche anno non ci sarà più.
Sull'isola c'è la tipica vegetazione della regione: muschio, lichene ed erba bassa. Sono presenti l'orso polare, il cervo, il lupo, la volpe e piccoli roditori.

## Storia
Come per le altre isole del gruppo, il primo europeo a registrarne e segnalarne l'esistenza fu l'esploratore cosacco Jakov Permjakov nel 1710. Nel 1769 i sottufficiali Ivan Leont'ev, Ivan Lysov e Aleksej Puškarëv che arrivarono alle Medvež'i su slitte trainate da cani, fecero una mappa abbastanza precisa delle isole; è con i loro nomi che sono state battezzate alcune delle isole.
A est dell'isola c'è una stazione polare, inaugurata nel 1933.